# Luminiscence

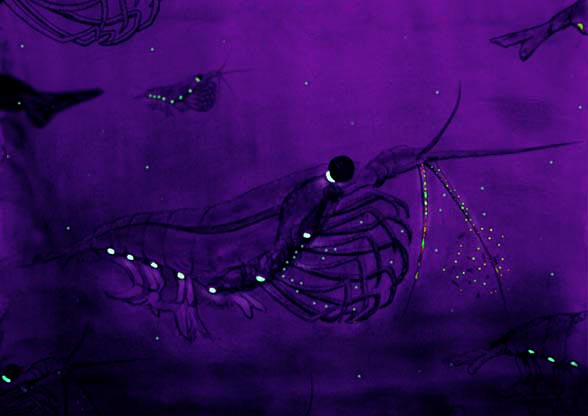
Příklad bioluminiscence u mořských korýšů

Luminiscence je spontánní (samovolné) záření (obvykle) pevných nebo kapalných látek, které vzniká jako přebytek záření tělesa nad úrovní jeho tepelného záření v dané spektrální oblasti při dané teplotě, přitom toto záření má určitou dobu doznívání, tedy trvá i po skončení budícího účinku. Při luminiscenci vyzařuje těleso přesně definovanou barvu světla, která závisí pouze na materiálu, nikoliv na jeho teplotě jak je tomu u inkandescence.
Lze také říci, že luminiscence je děj, při němž záření o kratší vlnové délce (větší frekvenci) vyvolává v látce určitého složení vznik záření o delší vlnové délce (nižší frekvenci) – jakýsi „rudý posuv“.
Luminiscence u zvířat – např. u světlušek nebo medúz – se nazývá bioluminiscence.

## Princip jevu

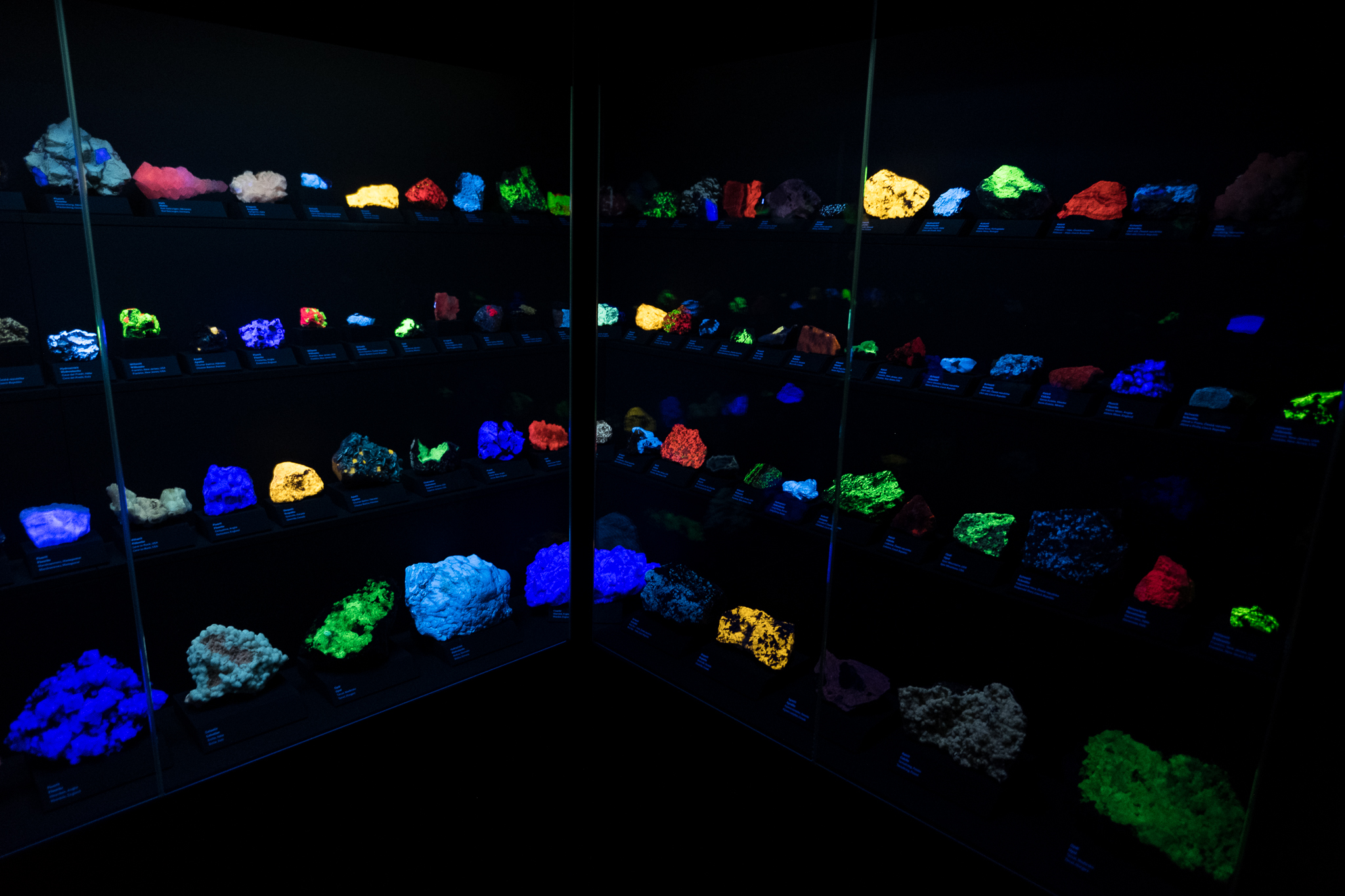
Ukázka fluorescence minerálů v ultrafialovém záření (Sál luminiscence v Národním muzeu v Praze)

Luminiscence vzniká excitací atomu působením jiného záření, elektronů apod., a následným návratem atomu do základního stavu, čímž dojde k vyzáření fotonu. Luminiscenci látky lze tedy pozorovat po jejím ozáření jiným zdrojem záření.
Pokud po odstranění zdroje ozařování látky luminiscence vymizí (v řádu nanosekund), hovoříme o fluorescenci. Pokud luminiscence přetrvává i po odstranění zdroje ozařování, jedná se o fosforescenci.
- Fluorescence je přechod mezi tzv. povolenými stavy atomu a tudíž jí nic nebrání ve vypouštění fotonů již za pár nanosekund.
- Fosforescence proti tomu je přechod tzv. zakázaný. Vzhledem k duálnímu charakteru částic a principu neurčitosti existuje jistá pravděpodobnost, že elektron překoná potenciálovou bariéru zakázaného stavu, přesune se do energeticky nižší hladiny a vyzáří foton. Tato pravděpodobnost je velice nízká a roste se zvyšujícím se časem stráveným v excitovaném stavu, proto se fosforescence projevuje i po dobu několika minut.

Ve zdrojích světla se neuplatňuje jen tepelné záření, ale i děj, který označujeme jako luminiscence. Setkáváme se s ním např. u zářivek, které vyzařují světlo, ale jejich povrch je chladný. Zářivka je tvořena trubicí, v níž probíhá výboj v plynu. Zdrojem světla zářivky však není samotný výboj, jehož ultrafialové záření je pro oko neviditelné. Ultrafialové záření dopadá na vrstvu látky, kterou je pokryta vnitřní plocha trubice, a způsobuje její luminiscenci, tj. látka vyzařuje viditelné záření.

## Luminofory
Látky, u nichž nastává luminiscence, se označují jako luminofory. Jsou to převážně pevné látky s příměsmi vytvářejícími tzv. luminiscenční centra (např. ZnS, CdS s příměsí Ag, Cu, Mg aj.), nebo hlinitan strontnatý obsahující europium a popřípadě i dysprosium

## Druhy luminiscence
Podle druhu excitace existuje více druhů luminiscence, např.
- Fotoluminiscence – luminiscence je vyvolána neionizujícím elektromagnetickým zářením (např. v případě zářivky).
- Elektroluminiscence – luminiscence je vyvolána elektrickým polem nebo průchodem proudu (např. elektroluminiscenční fólie nebo LED).
- Katodoluminiscence – luminiscence je vyvolána dopadajícími elektrony (např. stínítko televizní obrazovky).
- Chemiluminiscence – luminiscence je vyvolána chemickou reakcí (patří zde i bioluminiscence, kdy je emise světelného záření vytvořena živými organismy).
- Termoluminiscence – luminiscence je vyvolána vzrůstem teploty po předchozím dodání energie.
- Radioluminiscence – luminiscence je vyvolána působením ionizujícího záření.
- Triboluminiscence – luminiscence je vyvolána působením tlaku.

## Využití
Luminiscence nalezla široké využití zejména v optoelektronice (luminiscenční diody, stínítka obrazovek apod.), v lékařství (luminiscenční značky, luminiscenční sondy), v chemii (ke kvantitativnímu a kvalitativnímu určení látek).